# A Cuncolta Naziunalista
A Cuncolta Naziunalista era un partito politico della Corsica fondato nel 1987 da François Santoni, vetrina legale del FLNC, una scissione del partito formerà il Mouvement pour l'autodétermination vetrina del FLNC-Canal Habituel.
Nel 1992 partecipa alla fondazione di Corsica Nazione.
Nel 1998 il partito si trasforma in A Cuncolta Independentista e un'ala del partito guidata dal fondatore François Santoni forma nel 2001 il nuovo partito Presenza Naziunale.
| Controllo di autorità | VIAF (EN) 268204861 |